# Godot (Ace Attorney)
Godot (ゴドー Godō?) es un personaje ficticio de la serie Ace Attorney. Es un fiscal, que aparece sólo en el tercer juego de la serie, Phoenix Wright: Ace Attorney: Trials and Tribulations. Tiene la piel bronceada, el pelo blanco y una visera electrónica. Bebe una gran cantidad de café, a menudo hasta 17 tazas por juicio, según sus palabras.

## Diseño
Godot es vocalizado por Hideki Kamiya en la versión japonesa de Trials and Tribulations, y por James C. Wilson en la versión inglesa. En una entrevista con el sitio web japonés de entretenimiento Nihongogo, el director artístico de Ace Attorney, Tatsuro Iwamoto, reveló que la apariencia visual de Godot estaba basada en Roy Batty, interpretado por Rutger Hauer en la película Blade Runner. Se dice que Godot está basado en el personaje homónimo de la obra de Samuel Beckett Waiting for Godot. En su diseño Godot, lleva una corbata blanca con un chaleco a rayas sobre una camisa verde bosque, junto con ligas de manga negra. También usa pantalones negros y zapatos negros. Lo más notable de su atuendo es una visera electrónica adornada sobre sus ojos, con una concha plateada y tres lentes rojas que la atraviesan. Tiene la piel bronceada, el pelo blanco y el vello facial claro. Como Diego, usa ropa similar; la diferencia es que su corbata es negra y su camisa es roja, opuestos cromáticos de su ropa como Godot. Además, carece de visera y tiene el pelo oscuro. En ambas encarnaciones, disfruta del café y lo bebe de una taza durante un juicio.

## Apariciones
Godot aparece en el segundo episodio de Trials and Tribulations como fiscal, jurando venganza contra el protagonista Phoenix Wright y pronunciando erróneamente su apellido como "Light" en lugar de "Wright" (Maruhodou en japonés, para Naruhodou). Es derrotado dos veces en este episodio, y de nuevo en el tercer episodio. En el cuarto episodio, un abogado defensor llamado Diego Armando (神乃木 荘龍 Kaminogi Sōryū?) acompaña a la abogada defensora Mia Fey en su defensa de una persona acusada de asesinato. Tiene el pelo castaño y bebe copiosas cantidades de café. Mia y Armando desarrollaron un romance de corta duración juntos. Luego se revela que fue puesto en coma por Dahlia Hawthorne, quien lo envenenó. En el quinto episodio, su identidad se revela como Armando, al cual el veneno dañó su sistema nervioso, y cuando despertó del coma cinco años después, estaba casi ciego, su cabello era de color blanco puro y Mia Fey había sido asesinada. Se puso el visor que usa como resultado de su casi ceguera, cambiando su nombre a Godot, y convirtiéndose en fiscal para vengarse de Phoenix por no haberla protegido, así como proteger a la hermana menor de Mia, Maya Fey. Además de eso, se revela que él mató a la autora de libros infantiles Elise Deauxnim, el nombre que la madre de Mia y Maya, Misty Fey, adopta, con el fin de salvar a Maya de Dahlia, que fue canalizada en el cuerpo de Misty. Después del juicio, Godot le dio a Maya el consejo que le dio a Mia, "Un abogado sólo llora cuando todo ha terminado", y comparte una última taza de café con Wright y ambos afirman que fue el mejor café que han tomado. Además, Godot pronuncia el nombre de Wright correctamente por primera vez. Wright se molesta porque no pudo salvar a Godot, pero Mia, siendo canalizada por Pearl Fey, le asegura que salvó a Godot de una manera que no tiene nada que ver con la vida o la muerte.
Godot, junto con Franziska von Karma y Miles Edgeworth, aparece como cartas en Ultimate Marvel vs. Capcom 3's Heroes and Heralds Mode, junto con un disfraz alternativo para Phoenix Wright basado en su traje. Godot también aparece en la segunda temporada de la serie de anime Ace Attorney, que cuenta con la participación de Hiroaki Hirata en japonés y Brandon Potter en inglés, que adapta los eventos de Trials and Tribulations.

## Recepción
La aparición de Godot en Trials and Tribulations ha tenido una acogida muy positiva, y Game Informer ha declarado que algunos creen que es el "mejor fiscal de la serie". Capcom fabricó una taza de café basada en la de Godot para su venta. La editora de GameZone, Marissa Meli, calificó a Godot de "uno de los personajes más memorables de la serie" y comparó su visera con la del personaje de Star Trek: The Next Generation, Geordi La Forge. GameDaily lo incluyó en la lista de los 21 mejores personajes de Capcom, afirmando que es uno de los "oponentes más temidos de Phoenix", citando su "alto nivel de confianza" y su "visera electrónica tipo cíclope". El editor de NGamer en el Reino Unido, Matthew Castle, elogió a Godot como "brillante", afirmando que su "silencioso enfoque de sorbo de café y su tema de jazz mareado" era un "soplo de aire fresco" comparado con el de la fiscal del juego anterior, Franziska von Karma. Michael Cole, de Nintendo World Report, también consideró que Godot era superior a Franziska. Sentía que no era tan bueno como Phoenix Wright o Miles Edgeworth, pero su "actitud robusta y confiada y sus réplicas mordaces" eran superiores a las "divagaciones superficiales" de Franziska. El editor de 1UP.com, Jenn Frank, describió a Godot como un "hipster filosófico de cafetería, con vello facial como un Backstreet Boy". El editor de 1UP.com, Ryan Scott, lo describió como un "filósofo del pop muy bien vestido y que bebe café con un hacha para moler", añadiendo que es "fácilmente el mejor personaje de toda la serie". El editor de GameSpot, Aaron Thomas, sintió que era uno de los pocos buenos personajes nuevos de Trials and Tribulations.